# John Hannah
John Hannah, född 23 april 1962 i East Kilbride, South Lanarkshire, är en brittisk (skotsk) skådespelare. Hannah slog igenom i filmen Fyra bröllop och en begravning (1994), för vilken han blev nominerad till en BAFTA Award. 
Bland hans övriga filmer märks Sliding Doors (1998) och Mumien-trilogin (1999–2008). 
Hannah har även medverkat i ett antal olika TV-serier, däribland som Dr Iain McCallum i McCallum (1995–1998), D.I. John Rebus i Rebus (2000–2001), Jack Roper i New Street Law (2006–2007), Jake Osbourne i Cold Blood (2007–2008), Quintus Lentulus Batiatus i Spartacus (2010–2011), Jack Cloth i A Touch of Cloth (2012–2014), Jasons far (Aeson) i BBC-serien Atlantis (2013–2015), Dr Holden Ratcliffe i Agents of S.H.I.E.L.D. (2016-2017), Colin i Overboard (2018) och Dr Archie Wilson i BBC-serien Lita på mig (2019).
John Hannah är sedan 1996 gift med den dansk-engelska skådespelaren Joanna Roth och de har två barn, tvillingar, födda 2004, tillsammans.

## Filmografi i urval
- 1994 – Fyra bröllop och en begravning
- 1995–1998 – McCallum (TV-serie)
- 1998 – Sliding Doors
- 1999 – Mumien
- 1999 – The Hurricane
- 2001 – Mumien – återkomsten
- 2001 – Alias (gästroll i TV-serie, 2 avsnitt)
- 2004 – 4.50 från Paddington (TV-film)
- 2007 – The Last Legion
- 2008 – Mumien: Drakkejsarens grav
- 2010 – Spartacus: Blood and Sand
- 2012 – A Touch of Cloth (TV-serie, del 1 och 2)
- 2013 – The Christmas Candle
- 2014 – A Touch of Cloth (TV-serie, del 3 och 4)
- 2016–2017 – Agents of S.H.I.E.L.D. (TV-serie)
- 2017 – Dirk Gently's Holistic Detective Agency (TV-serie)
- 2019 – Lita på mig (TV-serie)
- 2019 – The Victim (Miniserie)